# Mondubim
Mondubim é um bairro de Fortaleza, localizado na zona sul da cidade.
O nome Mondubim já era citado na legenda do mapa "'t fort Schooneneborch/Capitania de Siara" de 1649..
Este tem como atração principal natural a Lagoa do Mondubim, que faz parte da bacia do Rio Ceará, onde os índios habitantes do local pescavam e caçavam. Ao lado da Lagoa foi construído uma capela e depois a no centro da então vila a Igreja de Nossa Senhora do Perpétuo  Socorro em 1908, e em frente da igreja em chafariz.
Em 1875 foi construído uma estação de trem da Estrada de Ferro de Baturité, o que estimulou a economia desta localidade que ficou baseada em orlarias.
Neste bairro ainda existe o Museu do Estrigas, um museu de pintura e escultura.
O Mondubim Velho, como é conhecido o núcleo original do bairro, apresentava disposição espacias simples, de cidade interiorana, com um canteiro (praça) no centro e habitações ao seu redor. Este desenho foi alterado nos anos 1970 do século XX, quando as duas ruas ao lado do canteiro foram usada como vias da Av. Perimentral.